# Hilary Evans
Hilary Agard Evans (Shrewsbury, 6 marzo 1929 – Londra, 27 luglio 2011) è stato un giornalista e saggista britannico.

## Biografia
Nato in Inghilterra nel 1929, Evans trascorse da bambino alcuni anni in India al seguito della famiglia. Tornato in Inghilterra, fu educato al St. George College ad Harpenden. Terminati gli studi scolastici, trascorse un periodo in Palestina nell'ambito del National Service. Tornato in Inghilterra si iscrisse all'università e studiò letteratura inglese al King's College a Cambridge, dove conseguì il Bachelor of Arts. Evans proseguì gli studi all'Università di Birmingham, dove ottenne il Master in letteratura inglese.
Conclusi gli studi universitari, Evans lavorò per alcuni anni come insegnante privato, finché nel 1953 entrò a far parte dell'agenzia pubblicitaria Mather & Crowder. Nel 1956 si sposò con Mary Lander e si stabilì a Blackheath, un sobborgo di Londra. Nel 1964 insieme alla moglie Mary fondò la Mary Evans Picture Library, un archivio di illustrazioni storiche. L'anno seguente Evans lasciò il lavoro all'agenzia pubblicitaria per occuparsi a tempo pieno della libreria.
In seguito Evans cominciò ad interessarsi di ufologia, parapsicologia ed altri argomenti insoliti. Entrò a far parte del British UFO Research Association (BUFORA) e della Society for Psychical Research e nel 1981 fu uno dei fondatori dell'Association for the Scientific Study of Anomalous Phenomena (ASSAP). Cominciò a scrivere articoli per varie riviste e a pubblicare libri su UFO e fenomeni paranormali.
Evans è morto nel 2011, un anno dopo la morte della moglie Mary.

## Libri pubblicati
- Intrusions: Society and the Paranormal. London and Boston: Routledge & Kegan Paul, 1982.
- The Evidence for UFOs. Wellingborough, Northampton, England: Aquarian Press, 1983.
- Visions, Apparitions, Alien Visitors. Wellingborough, Northampton, England: Aquarian Press, 1984.
- Gods, Spirits, Cosmic Guardians. Wellingborough, Northampton: Aquarian Press, 1987.
- Alternate States of Consciousness: Unself, Other-self, and Superself. Wellingborough, Northampton: Aquarian Press, 1989.
- Frontiers of Reality, Aquarian Press, 1989
- Phenomena: Forty Years of Flying Saucers (con John Spencer). New York: Avon Books, 1989.
- UFO 1947-1997: Fifty Years of Flying Saucers (con Dennis Stacy). London: John Brown, 1997.
- Outbreak! The Encyclopedia of Extraordinary Social Behaviour (con Robert Bartholomew). San Antonio, Texas: Anomalist Books, 2009.

## Ipotesi sull'ufologia e il paranormale
Evans è stato un sostenitore dell'ipotesi psicosociale sugli UFO. Egli si definiva uno scettico ma non un demistificatore, in quanto era convinto che i fenomeni ufologici e paranormali meritino di essere indagati scientificamente perché possono allargare la concezione del mondo e dell'essere umano. Egli riteneva anche che non bisogna accettare precipitosamente spiegazioni estreme di questi fenomeni senza avere prima considerato ipotesi più plausibili.
Evans ha sviluppato l'idea che le esperienze ufologiche e quelle paranormali sono in parte il risultato della condizione psicologica del soggetto e del suo retroterra sociale e culturale. Per tali motivi, egli riteneva che non basta usare gli strumenti tecnici per indagare sugli eventuali effetti fisici di tali fenomeni, ma bisogna prendere in considerazione gli individui che li hanno percepiti, facendo attenzione alla loro storia, cultura, credenze e aspettative.